# Cavite
Koordinaten: 14° 16′ N, 120° 52′ O
Cavite ist eine Provinz der Philippinen, die sich auf der nördlichen Insel Luzon befindet. Sie liegt an den südlichen Ufern der Bucht von Manila und ist administrativ der Region CALABARZON (Region IV-A) zugeordnet. Die Provinzhauptstadt ist offiziell Imus, wobei der Sitz der Regierung sich in Trece Martires City befindet.

## Geographie

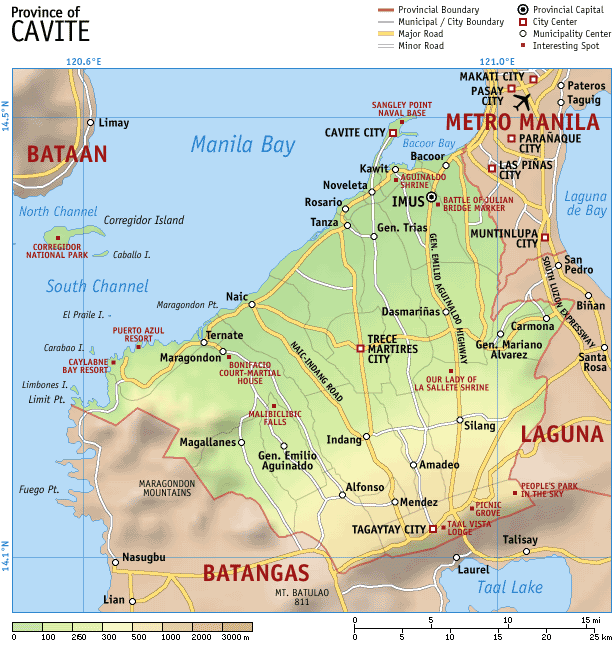
Karte der Provinz

Cavite liegt an der Bucht von Manila gegenüber der Halbinsel von Bataan. Sie ist umgeben von den Provinzen Laguna und der Metro Manila im Osten sowie von Batangas im Süden und Südwesten. Im Westen liegt das Südchinesische Meer, während die Bucht von Manila die Provinz im Norden begrenzt.
Die Topologie der Provinz zeichnet sich durch weitgehend flache Gebiete aus, die in Richtung Südwesten zum Tagaytay-Rücken leicht ansteigen und den Lake Taal in Batangas überragen. Der Bergrücken ist mit 640 m über dem Meeresspiegel zugleich der höchste Punkt von Cavite, wobei die Maragondon-Berge im Südwesten emporragen.
Die Küstenlinie von Cavite verläuft relativ geradlinig, wobei die Stadt Cavite City eine Halbinsel einnimmt, die sich in die Bucht von Manila erstreckt. Zum Südwesten hin finden sich zahlreiche kleine Buchten und Kliffe, vor allem auf den Gemeindegebieten von Ternate und Maragondon. Der Provinz Cavite sind ebenso die meisten Inseln in der Manilabucht, wie Corregidor, Caballo Island, Carabao Island und die ehemalige Festungsinsel El Fraile zugeordnet.
Die Provinz wird von fünf nennenswerten Flüssen durchströmt: Labac, Cañas, Ilang-Ilang und Imus, die alle in die Bucht von Manila münden, an der auch der Mounts-Palay-Palay-Mataas-Na-Gulod-Nationalpark an der Grenze zur Provinz Batangas liegt.
Mit einer Gesamtfläche von 1.297,6 km² ist sie die kleinste Provinz der Region CALABARZON.

## Demographie und Sprache
Cavite hat laut der Volkszählung von 2000 eine Einwohnerzahl von 2.063.161, womit sie in der Bevölkerungsstatistik des Landes den 5. Rang belegt. Sie ist damit die einwohnerreichste Provinz in der Region CALABARZON.
Mit einer durchschnittlichen Bevölkerungsdichte von 1.590 Menschen pro km² ist sie die am dichtesten besiedelte Provinz des gesamten Inselstaates. Die hohe Einwohnerzahl erklärt sich durch die aufkommende Industrialisierung der 1990er Jahre und die Nähe zur Metropolregion von Manila.
Unter den Städten und Gemeinden von Cavite besitzt die Gemeinde Dasmariñas mit 379.520 Menschen die größte Einwohnerzahl, während General Emilio Aguinaldo mit 14.343 die kleinste Gemeinde darstellt.
Die Hauptsprachen der Provinz sind Tagalog, Chabacano und Englisch. Während Tagalog auf der gesamten Insel Luzon mehrheitlich gesprochen wird, ist der Dialekt Chabacano maßgebend in Cavite City und der Gemeinde Ternate vertreten. Heutzutage wird Chabacano immer weniger verwendet und es steht zu befürchten, dass diese Sprache in naher Zukunft komplett verschwindet. Aufgrund der Nähe zur Metro Manila sind in den letzten Jahrzehnten viele Menschen von weiter entfernten Provinzen eingewandert, so dass nun auch die Sprachen Bikol, Cebuano und Ilokano in Cavite vermehrt zu hören sind.
Die Mehrheit der Einwohner (80 %) gehört der Römisch-katholischen Kirche an, während 11 % Anhänger der Glaubensgemeinschaft der Unabhängigen Philippinischen Kirche und 4 % der Iglesia ni Cristo sind. Der Rest verteilt sich auf verschiedene weitere christliche Kirchen und den Islam.

## Wirtschaft
Cavite ist eine der wirtschaftlich am schnellsten wachsenden Provinzen des Landes. Auch hierbei spielt die Nähe zur Metropole von Manila eine entscheidende Rolle. Viele namhafte Firmen und internationale Unternehmen, wie zum Beispiel Intel, haben ihre Produktionen in die Industrieparks der Provinz verlagert. Die zweite industrielle Revolution zu Beginn der 1990er Jahre führte zu einem Anstieg der Investitionen sowohl inländischer als auch ausländischer Geldgeber und einem deutlichen Ausbau der Infrastruktur.
Nach der Industrie sind auch die Agrarwirtschaft, die Fischerei, die Forstwirtschaft, der Handel und der Tourismus maßgebende wirtschaftliche Faktoren von Cavite. Angebaut werden in der Hauptsache Reis, Weizen, Cassava und Mangos, wie auch Kaffee, Kokosnuss und Rohrzucker. Daneben ist die Viehzucht ein erwähnenswerter Agrarzweig dieses Verwaltungsgebietes.
Die Fischerei wird durch die Bucht von Manila und dem Südchinesischen Meer begünstigt. Neben Salzwasserfischen und Meeresfrüchten bieten auch die vielen Flüsse eine bedeutende Basis für die Zucht von Süßwasserspeisefischen.
Neben zahlreichen natürlichen Sehenswürdigkeiten wie Corregidor Island und dem Tagaytay-Rücken, bietet die Provinz Cavite aufgrund ihrer Bedeutung in der philippinischen Geschichte eine Reihe von historischen Schauplätzen (wie die beiden Schlachtfelder der Gemeinde Imus), Denkmäler (Tejeros in der Gemeinde Rosario) und Museen (wie der Aguinaldo Schrein in Kawit). Das Tourismuszentrum liegt jedoch in Tagaytay City, aufgrund seines Hochlandes und der Nähe zum Lake Taal.

## Verwaltungsgliederung
Die Provinz ist politisch unterteilt in 20 eigenständig verwaltete Gemeinden und 3 Städte. Die Gemeinden und Städte wiederum sind untergliedert in insgesamt 828 Baranggays (Ortsteile).
Die Provinz gliedert sich in 7 Kongress-Distrikte.

### Städte
- Cavite City
- Tagaytay City
- Trece Martires City

### Verwaltungsgemeinden
| - Alfonso - Amadeo - Bacoor - Carmona (Cavite) - Dasmariñas - General Mariano Alvarez - General Emilio Aguinaldo - General Trias - Imus - Indang | - Kawit - Magallanes - Maragondon - Mendez - Naic - Noveleta - Rosario - Silang - Tanza - Ternate |

## Klima
Die Provinz Cavite zeichnet sich durch zwei ausgeprägte Jahreszeiten aus. Die Trockenzeit beginnt im November und endet im April, während sich die Regenzeit von Mai bis in den Oktober erstreckt. Die kühlsten Monate sind der Januar und der Februar. Dagegen sind besonders hohe Temperaturen im April und Mai zu erwarten.

## Geschichte

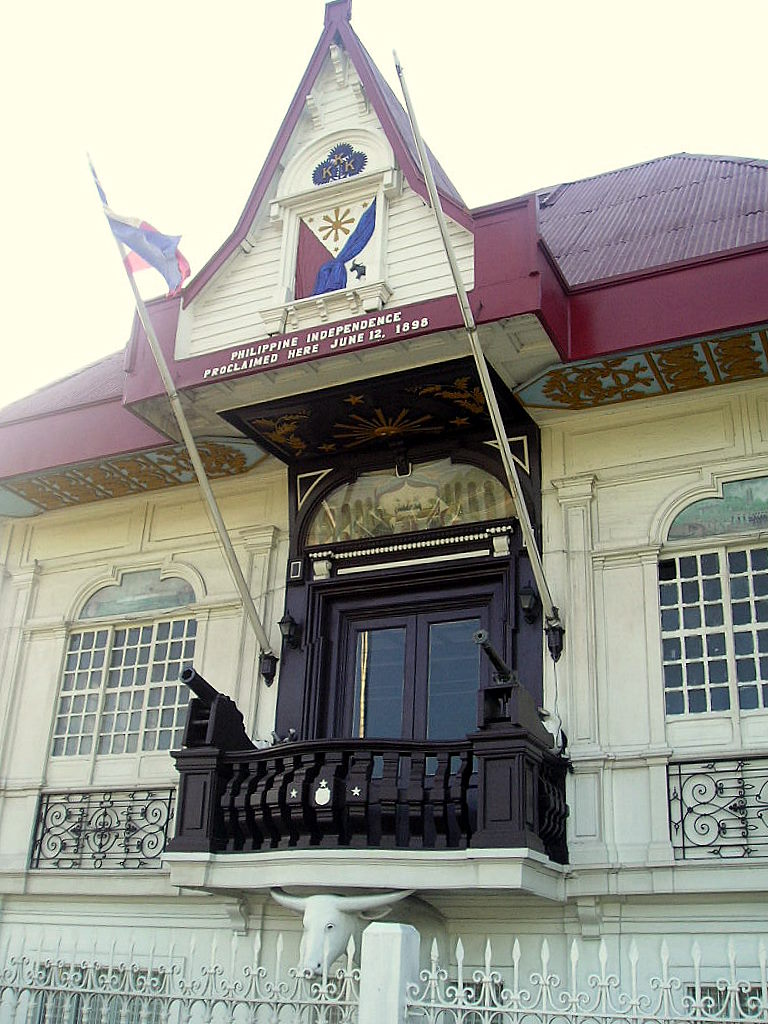
Balkon des Hauses von Emilio Aguinaldo (Aguinaldo Shrine) in Kawit

Archäologische Belege zeigen, dass bereits in vorspanischer Zeit Siedlungen in den Küstenregionen bestanden haben und man nimmt an, dass die frühesten Siedler aus Borneo stammten. Was heute als Cavite City bekannt ist, war einmal ein Liegeplatz für chinesische Handelsdschunken um den herum sich Siedlungen gebildet hatten, die sich entlang der Manilabucht ausdehnten.
Im Jahre 1571 gründete man auf der Halbinsel den Hafen von Cavite. Da diese Landzunge die Form eines Hakens hat, bezeichneten die Einheimischen den Ort mit Kawit, dem Wort für Haken in Tagalog, woraus sich die Bezeichnung Cavite ableitete.
Um den Hafen entstand die befestigte Siedlung von Cavite, die die erste Verteidigungsbastion von Manila bildete. Bereits nach kurzer Zeit war er einer der bedeuteten Verbindungspunkte der neuen Kolonie zum Rest der Welt. Hier wurden Galeonen gebaut und chinesische Kaufleute siedelten sich in den Gemeinschaften von Bacoor und Kawit gegenüber der spanischen Stadt an, um Seide, Porzellan und andere fernöstliche Produkte zu vertreiben.
Im Jahre 1614 wurde der politisch-militärische Zuständigkeitsbereich von Cavite eingerichtet, der das heutige Terrain der Provinz ausschließlich der Ortschaft Maragondon beinhaltete, das erst 1754 an die Provinz abgetreten wurde. Im späten 16. Jahrhundert erreichten jesuitische Priester die heutige Provinz und brachten Kolonisten von den Molukken nach Cavite. Diese, als Mardicas bezeichneten Siedler, ließen sich in den Gebieten der heutigen Ortschaften Ternate und Maragondon nieder.
Aufgrund seiner militärischen Bedeutung wurde Cavite mehrfach von feindlichen Mächten attackiert. 1647 führten die Holländer einen Überraschungsangriff auf die Stadt Cavite durch und während der britischen Invasion der Philippinen besetzen die Briten von 1762 bis 1764 den Hafen der Stadt. Doch wurden alle militärischen Aggressionen letztendlich erfolgreich zurückgeschlagen.
Im 18. und 19. Jahrhundert erwarben missionarische Orden große Ländereien in dem Gebiet der heutigen Provinz. Nicht zuletzt diese Haziendas führten zu Spannungen zwischen den Mönchsorden und den philippinischen Farmern in deren Umgebung. Als im Jahre 1872 drei einheimische Priester, Jose Burgos, Mariano Gomez und Jacinto Zamora, exekutiert und Dutzende weitere Geistliche verbannt wurden, schürte dies das Bestreben der Bevölkerung nach Reformen innerhalb der Kolonie und nährte den Drang nach einer Unabhängigkeit des Landes.
1896, nach Ausbruch der Philippinische Revolution, wurde die Provinz zu einem Zentrum des Aufstandes. Am 26. August 1896 führte der junge General Emilio Aguinaldo mit einer Truppe Caviteños Überraschungsangriffe auf spanische Hauptquartiere aus und schaffte später sogar die Befreiung der gesamten Provinz. Am 3. September 1896 kam es dabei zur Schlacht von Imus. Im Jahre 1898 begann der Spanisch-Amerikanische Krieg in dessen Zuge am 28. Mai 1898 philippinische Verbände unter Aguinaldo in der Schlacht von Alapan die Spanier in Cavite niederrangen. Der Sieg der Amerikaner in diesem Krieg bedeutete das Ende der spanischen Kolonialherrschaft auf den Philippinen. Am 12. Juni 1898 rief Emilio Aguinaldo vom Balkon seines Hauses in Kawit die Philippinische Unabhängigkeit aus und wurde zum ersten Präsidenten des Landes ernannt. Die Ortschaft Kawit gilt seither als die Geburtsstädte der Unabhängigkeit, wenngleich den Filipinos eine politische Souveränität offiziell erst 1946 zugestanden wurde.
Im Jahre 1901 richteten die Amerikaner eine zivile Provinzregierung ein und bauten in Sangley Point einen Marinestützpunkt auf, der sich zur Hauptbasis der amerikanischen Navy auf den Philippinen entwickelte.
Ursprünglich war Cavite City die Hauptstadt der Provinz, bis im Jahre 1954 das philippinische Parlament entschied, den Sitz der Provinzregierung nach Trece Martires City zu verlegen.
Am 11. Juni 1977 unterzeichnete Präsident Ferdinand Marcos den Presidential Decree Nr. 1163, mit dem der Status der Provinzhauptstadt zu der Gemeinde Imus wechselte. Obwohl es seither kein Gesetz gibt, das den Hauptstadtstatus von Cavite neu spezifiziert, wurde der Sitz der Provinzregierung im Jahre 1979 nach Trece Martires City zurückverlegt.

## Bedeutende Personen aus der Provinz
- Emilio Aguinaldo
- Baldomero Aguinaldo
- Felipe G. Calderon
- Ronnie del Carmen
- Cesar Virata

## Hochschulen
- Polytechnic University of the Philippines
- Far Eastern University

## Sehenswürdigkeiten
Cavite nimmt durch die Philippinische Revolution einen bedeutenden Platz in der philippinischen Geschichte ein. Daher sind in der Provinz viele Schauplätze und Monumente zu besichtigen, die auf diese Periode Bezug nehmen.
- Das Fort San Felipe in Cavite City,
- Corregidor Island,
- Historische Schauplätze in Imus,
- Die Tejeros Convention Site in Rosario,
- Der Aguinaldo-Schrein in Kawit,
- Der Tagaytay-Bergzug
- Die Macabag-Höhle in Maragondon
- Die Balite-Fälle in Amadeo,
- Der Mataas na Gulod National Park in Ternate und Maragondon,
- Das Andres-Bonifacio-Haus in General Trias